# غطاس مقدسي إلياس
غطاس مقدسي الياس (بالسريانية:  ܕܢܚܐ ܡܩܕܣܝܼ ܐܠܝܐܣ)‏ هوَ شاعر سرياني، ولد عام 1911 في مديات، نزح هو ومجموعة من المهجّرين إثر مذابح سيفو خلال الحرب العالمية الأولى، إلى أضنة، حيث التحق بميتم سكن فيه إلى سنة 1921 ثم انتقل مع مجموعة من أصدقائه الطلبة إلى بيروت وهناك درس اللغات السريانية والعربية والفرنسية والعلوم الدينية والألحان الكنسية.
تخرج عام 1930 ثم انتقل إلى دمشق حيث التحق بمدرسة (الليسية فرانسية) الثانوية وتخرج منها عام 1932 وعلّم بعد ذلك في المدرسة السريانية في باب توما لمدة عامين، وفي أواخر 1933 عُيّن في الجمارك السورية حيث انتقل إلى عدة محافظات أهمها الحسكة وحلب بوظيفة (رئيس الضابطة الجمركية) وفي عام 1962 تقاعد وافتتح مكتباً للتخليص الجمركي حتى عام 1979 حيث هاجر إلى البرازيل وعاشَ في مدينة ساو باولو.
في عام 1992 كرّمه البطريرك مار إغناطيوس زكا الأول عيواص، بطريرك الكنيسة السريانية الأرثوذكسية، ومنحه «وسام مار أفرام» برتبة كومندادور. وفي عام 1994 كرّمته مجلة إرم في السويد ومُنح «الجائزة السنوية للشماس ملكي أسعد». وقد كرّمته أيضًا جمعية اصدقاء اللغة السريانية في لبنان. كما أنّه حصل على وسام جمركي ورمز شرف.